# Spike Girls - Schiacciatrici
Spike Girls - Schiacciatrici è un programma televisivo italiano ideato da Andrea Lucchetta e patrocinato dal Club Italia femminile e dalla FIPAV.
Il programma segue le sedici ragazze del Club Italia che vivono e si allenano al Centro Federale Pavesi di Milano e il loro percorso per arrivare, un giorno, nella Nazionale italiana di pallavolo. L'idea nasce da Andrea Lucchetta nel 2007 e viene presentata ufficialmente su Rai Sport 1, durante "Mattina Sport", il 24 gennaio 2013.
La serie comincia a essere trasmessa il 28 gennaio 2013 su Rai Sport 1 e si conclude il 22 marzo: in onda per sei giorni la settimana con episodi da quindici minuti, ogni mercoledì viene mandata in onda una puntata speciale di trenta minuti sulla partita giocata nel fine settimana precedente.